# Новинки (Заволжское сельское поселение, Калининский район)
Нови́нки — деревня (ранее село) в Калининском районе Тверской области. Относится к Заволжскому сельскому поселению.
Расположена в 22 км к западу от Твери, на левом берегу реки Тьмы.

## История
В Списке населенных мест 1859 года значится казённое село Новинки с православной церковью (20 вёрст от Твери, 49 дворов, 308 жителей).
Во второй половине XIX — начале XX века село было центром прихода и волости Тверского уезда. В 1905 году здесь был создан Новинский волостной Совет крестьянских депутатов — первый крестьянский Совет в России, который управлял всей волостью. Председатель Совета — И.Филиппов, секретарь — большевик А. Д. Хромов.
В начале 1930-х годах село центр Новинского сельсовета в составе Калининского района, с 1935 по 1956 год — в составе Медновского района Калининской области.

## Население
| 1859 | 1886 | 2002 | 2010 |
| ---- | ---- | ---- | ---- |
| 308  | ↗362 | ↘84  | ↘74  |

## Инфраструктура
- ГУЗОДП детский санаторий «Новинки».
- Дом-музей 1-го в России Совета крестьянских депутатов (1905 год), филиал ГУК ТГОМ.

## Достопримечательности
В деревне расположена действующая Церковь Николая Чудотворца (1865).